# Pistoolpeer

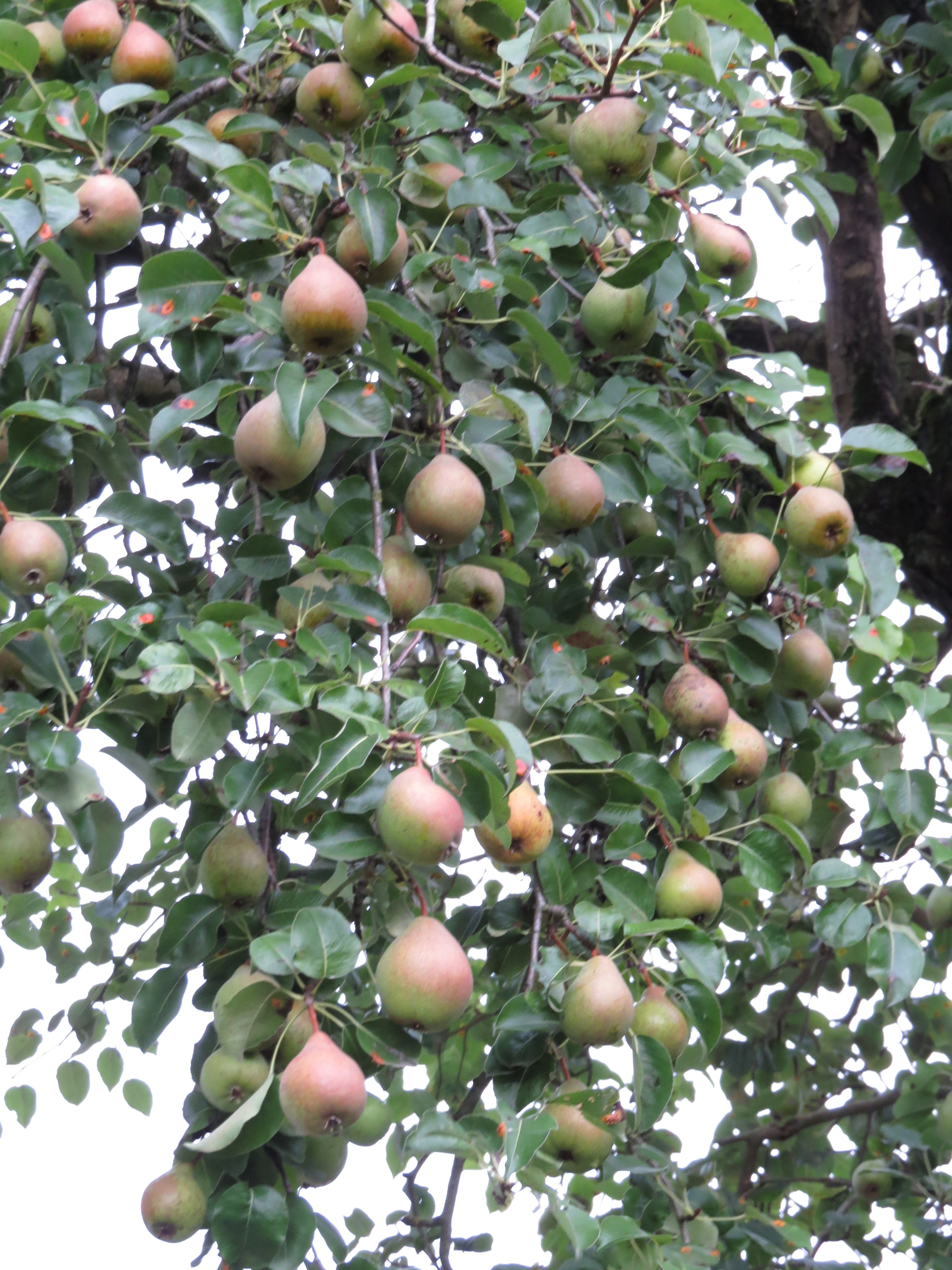
Rijpe pistoolperen aan oude boom.

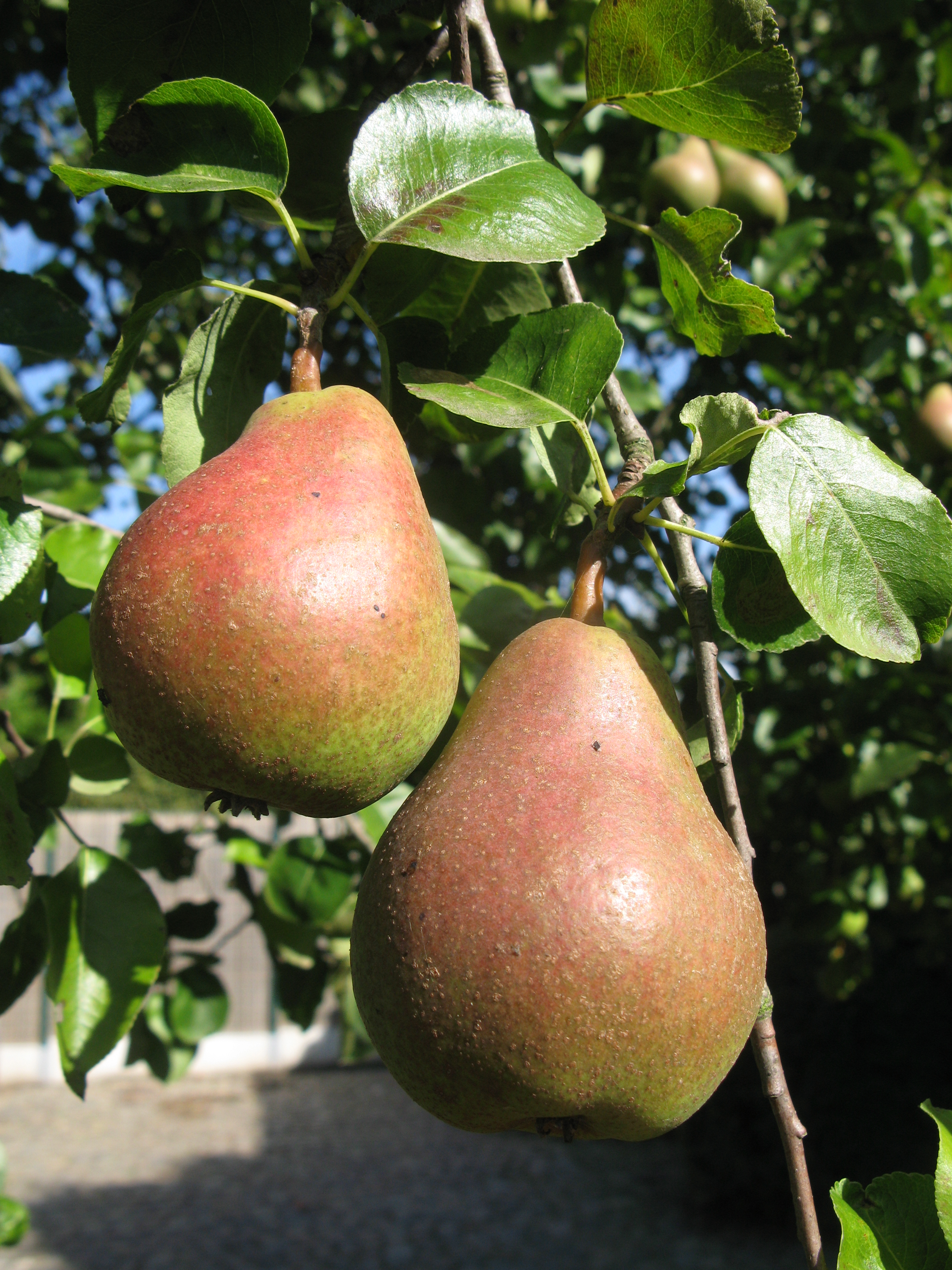
Pistoolperen rijp voor de pluk (midden oktober).

De pistoolpeer is een lokale Oost-Vlaamse peer uit de streek Aalst - Sint-Lievens-Houtem in België. De kleine bruingroene vruchten, met een rode blos aan de zonzijde, zijn rijp in oktober. Het is een kleine, harde en korrelige peer die zich uitstekend leent tot verwerking, meer bepaald het zoetzuur inleggen in azijn en suiker met een beetje kaneel. Ook inleggen in rode wijn werd gedaan. 

## Bescherming
De pistoolpeer, meestal gekweekt op hoogstam, was destijds algemeen bekend in de streek van Aalst, maar is nu zo goed als uitgestorven. Medeoorzaak is het massaal rooien van hoogstamboomgaarden in de jaren 70, ingevolge de Europese rooipremieregeling. 
De aanleg van een hoogstamboomgaard met pistoolpeer wordt sinds 2003 door de Vlaamse Regering gesubsidieerd ingevolge het ministerieel besluit Bescherming genetische diversiteit hoogstamboomgaarden. Probleem is echter dat plantmateriaal quasi onvindbaar is.
Van een paar overgebleven exemplaren op oude boomgaarden zijn in 2009 enten genomen door de Werkgroep Groene School van het Lyceum Aalst. De jonge boompjes staan in de schoolproeftuin. Verdere vermenigvuldiging moet de soort van de ondergang redden. Ook twee andere Aalsterse perensoorten, Grize d’Alost en Ganzenbol, werden door de werkgroep uit de vergetelheid gehaald. Een vierde soort, Blinkmadammen uit Aalst – Baardegem, kon niet meer opgespoord worden.